# Pratica della mercatura
La Practica della mercatura è una guida completa per il commercio internazionale nell'Eurasia del XIV secolo e in Nordafrica scritta dal banchiere fiorentino Francesco Balducci Pegolotti.
Fu scritta tra il 1335 e il 1343, le date più probabili lo collocano tra il 1339 o il 1340. Il titolo originale era Libro di divisamenti di paesi; il suo nome più comune è quello della sua prima stampa nel 1766. Il lavoro di Pegolotti si basa sulla sua stessa esperienza come banchiere e mercante per i Bardi, e su vari documenti locali, statuti e listini prezzi a sua disposizione.

## Storia
Non esistono copie autografe. L'unico manoscritto superstite, utilizzato da tutte le edizioni a stampa, è quello della Biblioteca Riccardiana di Firenze. Filippo di Niccolaio Frescobaldi afferma che fu copiato il 19 marzo 1472 da una copia tenuta da Agnolo di Lotti di Anella, il quale sostenne che era stata fatta dall'originale di Pegolotti.
Pegolotti sembra abbia avuto accesso ad una precedente, e molto più limitata, raccolta fatta a Pisa nel 1279, intitolata Memoria de Tucte le Mercantie ora conservata nella Biblioteca Comunale a Siena.
L'opera di Pegolotti fu probabilmente consultata per la redazione del manuale di commercio veneziano intitolato Tarifa zoè noticia dy pexi e mexure di luogi e tere che s'adovra marcadantia per el mondo scritto nel decennio del 1340. Fu poi la fonte di un'opera successiva che ne condivide il titolo, la Pratica della mercatura scritta da Giovanni di Bernardo da Uzzano nel 1442. Poco dopo fu utilizzata dall'autore del Libro che tratta di mercatanti e usanze de 'paesi, scritto nel 1458 probabilmente da Giorgio Chiarini, successivamente incorporato nella Summa de arithmetica di Luca Pacioli.

## Contenuto

### Glossario
Glossario dei termini allora in uso per tutti i tipi di tasse o pagamenti sulla merce, nonché per ogni tipo di luogo in cui le merci potrebbero essere acquistate o vendute in città. Le lingue elencate come necessarie includono:
- Arabo ("Saraceno", "Barbaro")
- Armeno
- Inglese
- Fiammingo occidentale e Brabantino (entrambi dialetti olandesi)
- Francese (e il francese di oltre mare: "Cipriota", "Siriano")
- Friuliano
- Genovese
- Greco (e "Trebisondo")
- Persiano
- Provenzale
- Sardo
- Siciliano e Pugliese
- Spagnolo
- Tartaro
- Tuscano
- Veneziano

### Rotte e città
Elenco delle principali rotte e città commerciali frequentate dai mercanti italiani; le importazioni e le esportazioni di varie importanti regioni commerciali; le abitudini commerciali prevalenti in ciascuna di quelle regioni; e il valore comparativo delle principali valute, pesi e misure.
- Comprende i seguenti itinerari e le indagini:
  - Il viaggio a Gattaio,[4] da Azov via Astrachan', Khiva, Otrar e Kulja a Pechino (nel testo questi nomi appaiono come Tana, Gittarchan, Organci, Ottrarre, Armalecco, Canbalecco). Il mercante è avvisato che sarà considerato più rispettabile se sarà accompagnato da una donna durante il viaggio, ma questa dovrà essere fluente nella lingua Cumana.
  - Costa del Mare Maggiore
  - Tappe da Ayas via Sivas, Erzingan e Erzerum verso Tabriz in Persia (nel testo queste città appaiono come Laiazo, Salvastro, Arzinga, Arzerone, Torissi)
  - Inghilterra e Scozia come fonti di lana, elencando molti monasteri tra cui Newbattle, Balmerino, Cupar, Dunfermline, Dundrennan, Glenluce, Coldingham, Kelso, Newminster vicino Morpeth, Furness, Fountains, Kirkstall, Kirstead, Swineshead, Sawley e Calder.
- Include le intestazioni principali per i seguenti punti commerciali. Molti altri sono elencati casualmente. Sotto ogni voce ci sono elenchi delle principali materie prime con dettagli di pesi e misure, leggi e dogane di commercio, prezzi, dazi doganali. Pegolotti aggiunge tabelle di confronto dei pesi e delle misure di ciascuna città con quelle di altri per facilitare i calcoli.

- Tana nel Mare Maggiore
- Caffa
- Torisi di Persia
- Trabisonda
- Costantinopoli e Pera
- Altoluogo di Turchia (Ayasoluk)
- Setalia di Turchia
- Erminia, principalmente Laiazo d'Erminia. I mercante della Compagnia dei Bardi erano esenti da dazi doganali ad Ayas.
- Acri di Soria
- Allessandria
- Damietta
- Cipro, principalmente Famagosta di Cipro. Pegolotti nota di aver negoziato una riduzione dei dazi doganali per la Compagnia dei Bardi e per quelli identificati come mercanti fiorentini dal rappresentante Bardi di Famagosta.
- Rodi
- Candia di Creta
- Cicilia, inclusa Messina, Palermo
- Chiarenza
- Stiva (Ištip)
- Nigroponte
- Sardigna
- Maiolica
- Tunisi di Barberia
- Tripoli di Barberia
- Gierbi di Barberia
- Vinegia
- Frioli
- Ancona
- Puglia
- Salerno
- Napoli di Principato
- Firenze
- Pisa
- Gienova
- Nimissi e Monpolieri
- Vignone
- Aguamorta
- Evizia
- Borgogna
- Le fiere della Champagne
- Parigi
- Fiandra
- Bruggia di Fiandra
- Brabante
- Anguersa. Pegolotti nota di aver negoziato l'eguaglianza dei mercanti fiorentini ad Anversa con quelli della Germania, dell'Inghilterra e di Genova.
- Londra d'Inghilterra
- Roccella di Guascogna
- Sobilia di Spagna
- Reame di Morocco di Spagna, inclusa Niffe, Salle e Arzilla

### Elenchi e tabelle
- Lunghezza delle stoffe.[5]
- Purezza delle monete in oro e argento.[6]
- Le spezie e il loro imballaggio.[7]
- Tabelle degli interessi composti (le prime tabelle note di interesse composto).[8]
- Valutazione di perle e pietre preziose.
- Acquisto e vendita di cereali.
- Spedizioni.
- Calendari.
- Purezza di oro e argento.[9]
- Tipi e qualità di spezie e altri beni commerciali.[10]

## Edizioni
La Pratica della mercatura di Pegolotti fu pubblicata per la prima volta nel 1766 da Gianfrancesco Pagnini come parte di Della Decima, la sua storia delle finanze multi-volume di Firenze. Solo le brevi sezioni sono apparse in traduzione francese e inglese. L'edizione del 1936 di Allan Evans è ormai di serie: include importanti glossari di merci, nomi di luoghi, monete e denaro, ecc., ma non ha nessuna traduzione.
- Nicolaio di Frescobaldi, Filippo di, ed. (1471), Libro di Divisamenti di Paesi.
- Pagnini del Ventura, Gian Francisco, ed. (1766), Della Decima di Varie Gravezze Imposte dal Comune di Firenze della Moneta e della Mercatura de' Fiorentini Fino al Secolo XVI [A Treatise on the Decima and the Various Other Burdens Imposed on the Community of Florence and on the Currency and Commerce of the Florentines up to the Sixteenth Century], Vol. III: Practica della Mercatura [The Practice of Commerce], Florence. (IT)